# Gaisi Takeuti
Gaisi Takeuti (竹内 外史 Takeuchi Gaishi, 25 de enero de 1926-10 de mayo de 2017) fue un matemático japonés conocido por su trabajo en la teoría de la demostración, que publicó al menos 47 trabajos en 263 publicaciones.
Después de graduarse en la Universidad de Tokio, fue a la Universidad de Princeton donde estudió bajo la supervisión de Kurt Gödel. Posteriormente, se convertiría en profesor de la Universidad de Illinois en Urbana - Champaign.
El profesor Tauketi fue presidente, entre los años 2003 al 2009, de la Sociedad Kurt Gödel; durante su presidencia en dicha institución trabajó en el reconocido libro Memorias de la teoría de la demostración: Gödel y otros lógicos.
Su principal meta académica fue probar la consistencia de los números reales para lo cual, el profesor Takeuti, especulaba que la formalización de una secuencia lógica de segundo orden se elimina. También fue conocido por su trabajo en los diagramas ordinales con Akiko Kino.